# Canton de Prahecq
Le canton de Prahecq était (jusqu'au élections départementales de 2015) une division administrative française située dans le département des Deux-Sèvres et la région Poitou-Charentes.

## Géographie
Ce canton était organisé autour de Prahecq dans l'arrondissement de Niort. Son altitude variait de 13 m (Aiffres) à 93 m (Vouillé) pour une altitude moyenne de 54 m.

## Histoire
Le canton sera dissous à la suite des élections départementales de mars 2015 comme suit : toutes ses communes sauf Fors sont intégrées au canton de la Plaine niortaise. Fors intègre le Canton de Frontenay-Rohan-Rohan.

## Représentation

### Conseillers généraux de 1833 à 2015
| Période  | Période                   | Identité                   | Étiquette        | Qualité |
| -------- | ------------------------- | -------------------------- | ---------------- | --- |
| 1833     | 1845                      | Louis Bonneau              |                  | Propriétaire-rentier Juge de paix à Prahecq |
| 1845     | 1848                      | Émile Bernard              |                  | Président du Tribunal de commerce de Niort |
| 1848     | 1852                      | Jean Martin de Montreuil   |                  | Maire d'Aiffres |
| 1852     | 1867                      | Pierre Bouchet de Martigny |                  | Propriétaire, maire d'Aiffres |
| 1867     | 1871                      | Jean-Jacques Corbin        |                  | Notaire à Prahecq |
| 1871     | 1895                      | Octave d'Assailly          | Républicain      | Propriétaire à Vouillé |
| 1895     | 1925                      | Achille Gentil             | Rad. puis RG     | Notaire honoraire, conseiller d'arrondissement, adjoint au maire de Prahecq Président du Conseil Général (1904-1920) Député (1900-1910) - Sénateur (1920-1927)                               |
| 1925     | 1942 (démission d'office) | René Richard               | Rad.             | Avocat à Niort Maire de Prailles Conseiller municipal de Niort Député (1924-1942) Conseiller d'arrondissement du canton de Celles-sur-Belle (1922-1925) Révoqué par le Gouvernement de Vichy |
|          |                           |                            |                  | |
| 1945     | 1955                      | Raoul Rabault              | SFIO             | Représentant de commerce, maire d'Aiffres |
| 1955     | 1973                      | Abel Gaillard              | Rad. puis DVD    | Agriculteur, maire de Brûlain |
| 1973     | 1992                      | Claude Roulleau            | DVD puis UDF-CDS | Agriculteur propriétaire-exploitant Maire de Prahecq |
| 1992     | 1998                      | Jean Baudouin              | Verts            | Propriétaire à Saint-Martin-de-Bernegoue |
| 1998     | mai 2012 (décès)          | Alain Mathieu              | PS               | Employé à la MAAF Maire d'Aiffres Président de la communauté d'agglomération de Niort Premier vice-président du Conseil général Suppléant de la députée Geneviève Perrin-Gaillard            |
| mai 2012 | 2015                      | Magdeleine Pradère         | PS               | Enseignante retraitée Première adjointe au maire de Vouillé |

### Conseillers d'arrondissement (de 1833 à 1940)
| Période                                  | Période | Identité            | Étiquette   | Qualité |
| ---------------------------------------- | ------- | ------------------- | ----------- | --- |
| 1833                                     | 1836    | M. Rouget           |             | Ancien capitaine d'artillerie, conseiller à la Cour royale de Poitiers                                         |
| 1836                                     | 1848    | M. Martin-Montenil  |             | Maire d'Aiffres                                                                                                |
|                                          |         |                     |             | |
| 1877                                     | 18..    | Achille Gentil      | Républicain | Notaire, adjoint au maire de Prahecq                                                                           |
|                                          |         |                     |             | |
| av.1887                                  | 1919    | François Laidet     | Républicain | Agriculteur, maire de Prahecq                                                                                  |
| 1919                                     | 1940    | Henri-Jacques Picou | Rad.        | Maire d'Aiffres (1904-1935) Président du Conseil d'arrondissement (1922-1928), suppléant de la justice de paix |
| 1940                                     |         |                     |             | Les conseils d'arrondissement ont été suspendus par la loi du 12 octobre 1940 et n'ont jamais été réactivés    |
| Les données manquantes sont à compléter. |         |                     |             | |

## Composition
Le canton de Prahecq était formé de 8 communes et comptait 14 123 habitants (population municipale) au 1er janvier 2009.
| Communes                  | Population (2012) | Code postal | Code Insee |
| ------------------------- | ----------------- | ----------- | ---------- |
| Aiffres                   | 5 169             | 79230       | 79003      |
| Brûlain                   | 674               | 79230       | 79058      |
| Fors                      | 1 673             | 79230       | 79125      |
| Juscorps                  | 359               | 79230       | 79144      |
| Prahecq                   | 2 082             | 79230       | 79216      |
| Saint-Martin-de-Bernegoue | 776               | 79230       | 79273      |
| Saint-Romans-des-Champs   | 176               | 79230       | 79294      |
| Vouillé                   | 3 214             | 79230       | 79355      |

## Démographie
| 1962  | 1968  | 1975  | 1982   | 1990   | 1999   | 2006   | 2009   | - |
| ----- | ----- | ----- | ------ | ------ | ------ | ------ | ------ | - |
| 5 475 | 5 689 | 6 622 | 10 175 | 11 220 | 11 966 | 13 304 | 14 123 | - |

Entre 1999 et 2006, la population du canton augmente de 1 335 habitants, soit 1,6%/an. Prahecq, Fors et Brûlain enregistrent les plus fortes hausses relatives, de l'ordre de 2,5%/an. Aiffres, Prahecq, Vouillé et Fors sont les communes qui enregistrent le plus de nouveaux habitants (respectivement +377, +300, +273 et +230). Toutes les communes du canton gagnent des habitants, cependant Juscorps, Saint-Martin-de-Bernegoue et Saint-Romans-des-Champs augmentent plus faiblement (moins de 1%/an).